# MRC 1138-262
```

```

MRC 1138-262 المجرة العنكبوتية (PGC 2826829, MRC 1138-262) هي مجرة غير منتظمة مع انزياح أحمر مقداره 2.156، وهي على بعد 10.6 مليار سنة ضوئية. وتم تصويره مؤخراً من قبل مرصد هابل الفضائي. والتي تتكون من عشرات المجرات الصغيرة التي شوهدت في عملية الاندماج من خلال الجذب المتبادل.

## وصلات خارجية
- ESA, Flies in a spider’s web: galaxy caught in the making, 12 October 2006
- SIMBAD, MRC_1138-262
- MRC 1138-262 على موقع ويكي سكاي: DSS2, SDSS, GALEX, IRAS, Hydrogen α, X-Ray, Astrophoto, Sky Map, Articles and images